# Duncan Edwards
Duncan Edwards (Dudley, 1 oktober 1936 – 21 februari 1958) was een Engelse voetballer, die voor Manchester United en het nationale elftal van Engeland speelde. Hij maakte deel uit van de legendarische Busby Babes en was een van de acht spelers die overleden als gevolg van de vliegramp van München.
Edwards tekende zijn eerste contract bij Manchester als tiener en werd de jongste speler die zijn debuut maakte in de Football League First Division en de jongste Engelse speler sinds de Tweede Wereldoorlog. In zijn professionele carrière, die slechts vijf jaar duurde, hielp hij United aan twee landskampioenschappen en een halve finale in de Europacup 1. Op 6 februari 1958 overleefde hij de vliegramp wel, maar overleed 15 dagen later aan zijn verwondingen.

## Biografie

### Jeugd
Duncan Edwards werd geboren op 1 oktober 1936 in een huis in Malverne Crescent in het Woodside district van Dudley. Hij was het eerste kind van Gladstone en Sarah Anne Edwards en hij was hun enige kind dat volwassen werd. Zijn jongere zusje Carol Anne stierf in 1947, toen ze 14 weken oud was. Later verhuisde de familie Edwards naar Elm Road, ook in Dudley. Na de verhuizing ging Edwards naar de Priory Primary School en daarna naar de Wolverhampton Street Secondary School. Hij speelde al snel in zijn schoolelftal en hij speelde ook voor een club uit Worcestershire en diverse districtteams. Hij deed ook namens zijn school mee aan morris dancing, een vorm van dans waarbij ritmische stappen heel belangrijk zijn. Sommige mensen denken dat hij hieraan zijn prachtige passeerbewegingen te danken had. Edwards moest een moeilijke keuze maken, toen hij werd uitgenodigd voor het National Morris and Sword Dancing Festival. Hij werd namelijk ook uitgenodigd voor het schoolelftal onder 14 jaar. Dit team speelde een belangrijk schoolvoetbaltoernooi, op dezelfde dag als de danswedstrijd. Edwards koos voor het voetbal en miste daardoor de danswedstrijd. Al snel werd hij aanvoerder van zijn schoolelftal, een positie die hij twee jaar vasthield.
Edwards was pas twaalf jaar oud, maar had al wel interesse gewekt bij de grote clubs in Engeland. Manchester United scout Jack O'Brien zei in 1948 tegen manager Matt Busby: "Today I saw a 12-year old schoolboy who merits special watching. His name is Duncan Edwards, of Dudley."
De vertaling hiervan is: "Vandaag heb ik een 12-jarige jongen gezien, die speciale aandacht verdient. Zijn naam is Duncan Edwards, uit Dudley."
Joe Mercer, op dat moment coach van het schoolelftal van Edwards, drong er bij Busby op aan om zijn sterspeler zo snel mogelijk te contracteren, ook omdat Wolverhampton Wanderers en Aston Villa de speler inmiddels ook volgden.
Op 2 juni 1952 was het zover: Edwards tekende een amateurcontract bij Manchester United. Over de datum van zijn eerste profcontract bestaan meer twijfels. Sommigen beweren dat hij tekende op zijn zeventiende verjaardag, maar anderen zeggen dat het precies een jaar eerder was. Degenen die geloven in de vroegste datum, beweren dat er een werknemer van de club (Busby zelf of coach Bert Whalley) na middernacht bij de familie Edwards op de stoep stond. De club wilde hiermee de handtekening van de tiener zo spoedig mogelijk hebben. Anderen zeggen dat dit al gebeurde toen hij zijn amateurcontract tekende.
Toen Edwards had getekend bij Manchester was de manager van Wolverhampton boos. Hij beweerde dat United ongepaste beloftes had gedaan aan Edwards en zijn familie. Dit werd echter ontkend, door zowel de club als de speler.

### Voetbalcarrière
Duncan Edwards begon zijn carrière bij Manchester United in het belofteteam. Met dit team won hij in 1953 de eerste FA Youth Cup, die gehouden werd. Op het moment dat de finale van dit toernooi gespeeld werd had Edwards inmiddels zijn debuut in het eerste elftal al gemaakt. Op 4 april 1953 speelde hij mee in de competitiewedstrijd tegen Cardiff City (4-1 nederlaag). Op het moment van deze wedstrijd was Edwards pas 16 jaar en 185 dagen oud, waarmee hij de jongste speler ooit werd die in de hoogste Engelse divisie had gespeeld.
Manager Matt Busby wist dat zijn team vooral bestond uit oudere spelers en dit stoorde hem. Hij wilde graag goede jonge spelers laten doorstromen uit de eigen jeugd. In 1953 werd een aantal spelers uit het belofteteam overgeplaatst naar het eerste elftal, naast Edwards ook onder andere Dennis Viollett en Jackie Blanchflower. Een seizoen later bestond het team uit veel zeer jonge spelers, die bekendheid verwierven als de Busby Babes. In een verslag van zijn debuutwedstrijd schreef de Manchester Guardian dat Edwards "zijn talent liet zien, vooral in het schieten en passen. Hij zal echter wel sneller moeten worden als buitenspeler".
In het seizoen 1953/54 werd Edwards een belangrijke speler in het eerste elftal van Manchester United. Nadat hij indruk had gemaakt in een oefenwedstrijd tegen Kilmarnock, verving hij Henry Cockburn in de uitwedstrijd tegen Huddersfield Town op 31 oktober 1953. Hij kwam dat seizoen in actie in 24 competitiewedstrijden en ook in de FA Cup nederlaag tegen Burnley FC. Toch was hij ook nog steeds een belangrijk onderdeel van de belofteploeg, waarmee hij ook nog veel wedstrijden speelde. Hij speelde onder andere mee in de FA Youth Cup finale, die voor de tweede keer op rij gewonnen werd.
Op 20 januari 1954 maakte Edwards zijn debuut voor het onder 23 team van Engeland in Italië. Daarna was hij ook kandidaat om voor het eerste opgeroepen te worden voor het Engels voetbalelftal. De keuzecommissie kwam kijken naar de wedstrijd tegen Arsenal, maar precies die wedstrijd speelde hij minder dan gewoon en hij werd (nog) niet opgeroepen.
Tijdens het seizoen dat volgde speelde Edwards mee in 36 wedstrijden van het eerste elftal van Manchester. Dat seizoen maakte hij ook zijn eerste goals, hij maakte er zes voor het eerste elftal. Veel fans vonden dat de jonge speler zijn kans moest krijgen in het nationale elftal en de keuzecommissie kwam nog een keer kijken. Ook naar aanleiding van de wedstrijd tegen Huddersfield Town (op 18 september 1954) werd hij echter niet opgeroepen. Hij speelde wel mee in een wedstrijd van een elftal met spelers uit de Football League, dat een wedstrijd speelde tegen Schotland. In maart speelde hij een interland voor Engeland B tegen Duitsland B. Ondanks dat hij werd bekritiseerd in de pers, werd hij toch voor het eerst opgeroepen voor het eerste team van Engeland. Op 2 april 1955 maakte Edwards zijn debuut voor Engeland, in een wedstrijd tegen Schotland. Hij was 18 jaar en 183 dagen oud op het moment van zijn debuut, waarmee hij de jongste debutant na de Tweede Wereldoorlog werd. Dit record bleef staan tot 1998, toen Michael Owen zijn debuut maakte. Drie weken later maakte United gebruik van het feit dat Edwards nog steeds speelgerechtigd was voor het belofteteam. Deze ploeg stond namelijk voor de derde keer op rij in de finale van de FA Youth Cup en Busby wilde dat Edwards hierin meespeelde. De keuze om een Engels international te laten meespelen in een jeugdwedstrijd werd hevig bekritiseerd en Busby moest een artikel in de krant schrijven om zijn keuze te verdedigen. In mei 1955 werd Edwards wederom geselecteerd voor Engeland, toen de ploeg een reis maakte over het vasteland van Europa. Engeland speelde tegen Frankrijk, Portugal en Spanje en Edwards stond drie keer in de basis. Toen hij terugkeerde van deze trip, moest Edwards beginnen aan zijn dienstplicht. Hij werd gestationeerd in het dorpje Nesscliffe, vlak bij Shrewsbury, samen met ploeggenoot Bobby Charlton. Het duo kreeg toestemming om weg te gaan als United moest spelen. Duncan Edwards speelde ook mee in het legerelftal van Engeland en tijdens zijn dienstplicht had hij een seizoen waarin hij in totaal bijna honderd wedstrijden speelde.
In 1955/56 speelde Edwards 33 wedstrijden voor United, dat dat seizoen kampioen van Engeland werd. Edwards miste wel de eerste twee maanden van het seizoen, door een ernstige vorm van griep. Het seizoen 1956/57 werd de titel geprolongeerd, terwijl Edwards 34 competitiewedstrijden speelde en zijn totaal over de 100 bracht. Ook speelde hij dat seizoen mee in de FA Cup finale, waar United met 2-1 verloor van Aston Villa. Dat seizoen deed Manchester voor het eerst mee aan de Europacup 1, waarin Edwards zeven wedstrijden speelde. Hij speelde onder andere mee in de 10-0-overwinning op Anderlecht, wat nog steeds de grootste overwinning ooit is van de club. Inmiddels was hij ook een vaste basisspeler voor het nationale elftal. Hij speelde mee in alle vier de kwalificatiewedstrijden voor het WK 1958. Op 5 december 1956 scoorde hij twee keer tijdens de 5-2-overwinning tegen Denemarken. Er werd verwacht dat hij een sleutelspeler zou worden tijdens het eindtoernooi en werd zelfs gezien als kandidaat om Billy Wright te vervangen als aanvoerder.
Het seizoen 1957/58 begon Duncan Edwards in een goede vorm. Er kwamen geruchten dat een aantal Italiaanse topclubs van plan was hem te contracteren. Zijn laatste wedstrijd in Engeland vond plaats op 1 februari 1958, toen hij United aan een 5-4-overwinning op Arsenal hielp door de openingsgoal te maken. Na deze wedstrijd kreeg Edwards kritiek in de kranten, die onder andere schreven dat de bondscoach, die op de tribune zat, niet onder de indruk zou zijn van zijn prestaties.
Vijf dagen later speelde Duncan Edwards zijn laatste wedstrijd, toen United 3-3 speelde tegen Rode Ster Belgrado. Na een eerdere 2-1 thuisoverwinning was deze uitslag genoeg om door te gaan naar de volgende ronde.

### Dood
Na de wedstrijd in Belgrado moest de ploeg van Manchester United terugvliegen naar Engeland. Het vliegtuig moest een tussenstop maken in München en toen ze weer verder wilden vliegen woedde er een hevige sneeuwstorm. Het leek erop alsof de vlucht zou worden afgelast en dat de spelers in München zouden moeten overnachten. Edwards verstuurde nog een telegram naar huis, met de tekst: All flights cancelled, flying tomorrow. De gezagvoerder, James Thain, wilde de reis naar Engeland echter nog dezelfde dag voortzetten en dus steeg het vliegtuig op. Na twee mislukte pogingen (vanwege technische problemen) werd de derde poging fataal. Het vliegtuig kwam niet van de grond, vanwege sneeuwslijk op de baan, en vloog tegen een gebouw aan. James Thain kreeg de schuld van het ongeluk en werd onmiddellijk ontslagen door British Airways. Hierna werd hij boer, maar hij bleef wel door procederen en uiteindelijk werd hij in 1969 door de Britse autoriteiten vrijgesproken. Door de Duitse autoriteiten (en met name door de hoofdonderzoeker) is Thains' onschuld nooit erkend.
Tijdens de crash overleden zeven spelers en veertien andere passagiers. Duncan Edwards werd naar het Rechts der Isar ziekenhuis gebracht met meerdere breuken in zijn benen en ribben en beschadigde nieren. De dokters die hem verzorgden zeiden dat hij een kans had om het te overleven, maar ze vroegen zich wel af of hij dan ooit nog zou kunnen voetballen.
De dokters lieten een kunstmatige nier naar het ziekenhuis komen, maar dit orgaan werkte averechts. Zijn bloed begon te klonteren en hij begon intern te bloeden. Terwijl hij in het ziekenhuis lag, vroeg Edwards aan assistent manager Jimmy Murphy: "Hoe laat begint de wedstrijd tegen de Wolves, Jimmy? Die wedstrijd mag ik niet missen". De dokters waren verbaasd over zijn gevecht voor zijn leven, maar uiteindelijk verloor hij deze strijd. Op 21 februari 1958 overleed Duncan Edwards aan een falende nier. Hij was op dat moment pas 21 jaar oud.
Vijf dagen later werd hij begraven op het kerkhof in Dudley, naast zijn zus Carol Anne. Meer dan 5.000 mensen kwamen naar Dudley voor zijn begrafenis. Op zijn grafsteen, die nog regelmatig wordt bezocht door fans, staat geschreven: "A day of memory, Sad to recall, Without farewell, He left us all"

## Stijl van spelen
In eerste instantie wordt Duncan Edwards herinnerd als verdedigende middenvelder, maar eigenlijk kon hij op elke positie op het veld goed spelen. Zijn veelzijdigheid heeft er een keer voor gezorgd dat hij een wedstrijd begon als vervanger van een geblesseerde spits. Vervolgens raakte er een verdediger geblesseerd en maakte Edwards dezelfde wedstrijd af op zijn positie. De grootste kracht van Edwards was zijn fysieke kracht en zijn autoriteit op het veld, die beide uitzonderlijk waren voor zo'n jonge speler. Ook werd hij altijd geroemd om zijn fantastische uithoudingsvermogen. Zijn imposante fysieke kracht bezorgde hem de bijnamen "Big Dunc" en "The Tank".
Edwards had verder een bijna perfecte tackle en kon perfect passen en schieten met beide benen. Hij was ook bekend om zijn lange runs over het veld en kon ook zeer goed koppen en van grote afstanden schieten.

## Statistieken

### Club
| Seizoen | Seizoen | Club              | Club              | Competitie | Competitie | Beker | Beker | Europa Cup | Europa Cup | Charity Shield | Charity Shield | Totaal | Totaal |
|         |         |                   |                   | W          | D          | W     | D     | W          | D          | W              | D              | W      | D      |
| 1952/53 | 1952/53 | Manchester United | Manchester United | 1          | 0          | 0     | 0     | 0          | 0          | 0              | 0              | 1      | 0      |
| 1953/54 | 1953/54 | Manchester United | Manchester United | 24         | 0          | 1     | 0     | 0          | 0          | 0              | 0              | 25     | 0      |
| 1954/55 | 1954/55 | Manchester United | Manchester United | 33         | 6          | 3     | 0     | 0          | 0          | 0              | 0              | 36     | 6      |
| 1955/56 | 1955/56 | Manchester United | Manchester United | 33         | 3          | 0     | 0     | 0          | 0          | 0              | 0              | 33     | 3      |
| 1956/57 | 1956/57 | Manchester United | Manchester United | 34         | 5          | 6     | 1     | 7          | 0          | 1              | 0              | 48     | 6      |
| 1957/58 | 1957/58 | Manchester United | Manchester United | 26         | 6          | 2     | 0     | 5          | 0          | 1              | 0              | 34     | 6      |
| Totaal  | Totaal  |                   |                   | 151        | 20         | 12    | 1     | 12         | 0          | 2              | 0              | 177    | 21     |

### Nationaal elftal
| Nationaal team | Seizoen | Wedstrijden | Goals |
| -------------- | ------- | ----------- | ----- |
| Engeland       | 1954/55 | 4           | 0     |
| Engeland       | 1955/56 | 5           | 1     |
| Engeland       | 1956/57 | 6           | 3     |
| Engeland       | 1957/58 | 3           | 1     |
| Totaal         | Totaal  | 18          | 5     |

## Buiten het voetbal
Edwards had ook andere dingen die hij graag deed, buiten het voetbal. Zo ging hij graag vissen, kaarten of naar de bioscoop. Hij organiseerde weleens een dans met zijn ploeggenoten, maar verder was hij meestal rustig in het sociale leven. Hij had een sterk buitenlands accent, dat vaak werd geïmiteerd door ploeggenoten.
Duncan Edwards was getrouwd met Molly Leech (22 jaar), die op kantoor van een textielfabriek werkte. Het koppel ontmoette elkaar in een hotel op Manchester Airport en ze waren peetouders van de dochter van een vriendin van Leech.
Edwards was ook te zien in reclames. Zo maakte hij reclame voor Dextrosol. Hij schreef ook een boek: "Tackle Soccer This Way". Het boek werd pas uitgegeven na zijn dood, met toestemming van zijn familie.